# 蒙汗药
蒙汗药是相传用曼陀罗花的花朵晾干后，磨成细粉而成。

## 历史
在宋朝，窦材在他的书《扁鹊心书》中提到一种内服的全身麻醉方剂“睡圣散”。并且在宋朝就有用曼陀罗酒麻醉杀人的记录。在元朝时危亦林也提到了用曼陀罗花来麻醉用于骨科临床治疗。并在李时珍著作的《本草纲目》中也有一种麻醉方剂由曼陀罗花、火麻花等制作。到了明代，更有很多关于蒙汗药的成分、配制、药理作用和消解方法的详细介绍。大明工科給事中陆粲稱桑冲用所谓“桃卒”以及“柳卒”等藥物奸淫妇女达十年之久。方以智《物理小识》记载蒙汗药是用威灵仙、精刺豆制成的。当今被称为蒙汗药的药是三唑仑。

## 解药
李时珍在他的书中《本草纲目》写到大豆配上甘草可以一定程度上缓解麻醉。用凉水洗脸也可以缓解。

## 流行文化
清末有首题作《拍花》的诗写道：“拍花扰害遍京城，药末迷人在意行。多少儿童藏户内，可怜散馆众先生。”《清稗类钞》解释：“即以迷药绝于行道之人，使其昏迷不醒，攘夺财物也。”蒙汗药在中国的武侠小说裡也有大量出现，例如中国四大名著之一的《水浒傳》中晁盖、吴用、刘唐等人就是用蒙汗药迷倒杨志等人因而得以劫得生辰纲。和《三国演义》中华佗给关羽刮肉治病时，用的就是蒙汗药。